# ويلفريد براون
ويلفريد براون (بالإنجليزية: Wilfred Brown)‏ (21 مارس 1930 في أستراليا - 25 أبريل 2015) هو لاعب كريكت أسترالي.

## وصلات خارجية
- ويلفريد براون على موقع إي آس بي آن كريك إنفو (الإنجليزية)